# Desolation Row
是一首由美国唱作歌手鲍勃·迪伦创作的音乐作品，歌名意为“荒芜小径”，亦指他在歌曲中讲述的一处地名。歌曲录制于1965年8月4日，作为专辑终曲而收录在迪伦的第六张录音室专辑的末音轨中。同时，这部作品也有着长达11分21秒的歌曲时长。迪伦利用历史、故事、圣经和自创的角色，以超现实的手法，将歌词揉合、创造成一连串的小片段，形成走马灯般的蒙太奇图景，将城市在嘈杂中无序熵增的活力，演绎于这首歌曲中。
通常认为，属于鲍勃·迪伦最好的作品之一。

## 录制
尽管在已发布的专辑中《Desolation Row》一曲尚属于原音乐范畴，这首曲目却有一个更接近电声摇滚、更为多地应用电子乐器的最初版本，完成于1965年7月29日傍晚的一次录制期间。在这一版中，哈维·布鲁克斯担当电贝斯手，艾尔·库珀演奏电吉他，收录于2005年的中。
在8月2日，鲍勃·迪伦又完成了另五回的录制 。最终，《Highway 61 Revisited》中的定版完成于1965年8月4日在哥伦比亚唱片纽约A号录音室的一次叠录中，通常活跃于纳什维尔的吉他手查理·麦考伊在录制同时也恰好身在纽约，应制作人鲍勃·约翰斯顿之邀在曲中出演一个原声吉他的即兴演奏部分，而贝斯手卢斯·沙瓦库斯同样友情献奏 。音乐评论作家马克·波佐提（Mark Polizzotti）归歌曲的部分成功于麦考伊在配乐上的贡献：“当迪伦的歌曲逐渐凭歌词勾勒出一幅从旋律引人而入的斑斓全景，恰有了麦考伊的点睛之笔赋予它立体的层次。”。8月的其它几回未选录制都收录于2015年的《The Bootleg Series Vol. 12: The Cutting Edge 1965–1966》中

## 对歌曲的若干释读
1965年12月3日，当在一场旧金山举行的电视发布会上被问及到底在哪时，鲍勃·迪伦的回复是：“某个地方吧，大概在墨西哥国境那里，一路都是。有那些可乐厂，它们就设在那，很显眼。” 。在首回录制中演奏电吉他的艾尔·库珀认为，它应该在曼哈顿第八大道的某条支路上:“一个一切都不那么体面的地方：街头妓院、地下酒吧、色情书店，想必都和所谓的整洁划一、繁华奢靡、闲情雅致这种美好的城市幻想有相当大的距离吧。” 波佐提则认为，创作这首歌曲的核心灵感与歌曲名都可能是受杰克·凯鲁亚克的小说《孤独天使》与约翰·史坦贝克的《罐装巷》所启发。
歌曲以的讲述开篇，接着又有歌词 ，波佐提与其它一些评论家于是便将歌曲与1920年杜鲁斯市私刑致死3名黑人事件联系起来，三人本是一个巡回马戏团的雇员，他们被暴民们指控强奸了一名白人女性。1920年6月15日夜，他们被人从遭非法监禁处转移，众目睽睽之下，绞死在了杜鲁斯市第一街（First street）与第二大道东（Second Avenue East）的路口。私刑现场的照片则印制为了明信片，作为纪念品销售 。杜鲁斯市是鲍勃·迪伦的出生地，迪伦的父亲亚布拉姆·齐默曼（Abram Zimmerman）在事件发生时8岁，而且正好住在离私刑现场不远的两条街外，使他得以能够把当时的情形以讲故事的形式传达到了鲍勃·迪伦的脑海中。

歌曲中，西南风格浓厚的原声吉他伴奏与兼容并蓄的人物塑造，使波佐提将之描述为“极致的牛仔歌谣，简直就是60年代中期美国那令人生畏的原野中的又一曲《牧场上的家》” 而在歌词叙述的倒数第二幕场景中，描述泰坦尼克号上的乘客们 （喊道：“你到底站哪边？”）一句由于可以理解成一个左翼政治口号，因而评论家罗伯特·谢尔顿批评指歌曲的其中一个创作动机是“单纯的政治宣传,当你乘着泰坦尼克号时站哪边又有什么区别？” 在与《今日美国》2001年9月10日的采访中（这一天也刚好是鲍勃·迪伦的专辑《Love and Theft》发行的前一天），他解释说这首歌是
吟游诗人的演唱，只是这样而已。那些小时候我看过的，属于市井的，吟游的滑稽诗人。在节日庆典上，他们扮着黑脸，做着表演，然后的确影响了我：长着四只脚的女士出现在人面前，这么形容刚好。

《滚石》杂志的强·温纳曾在1969年问迪伦，在他的歌曲创作中，艾伦·金斯伯格的作品有没有产生影响，他答道：
我想在某种程度上应该是有的，那种……那种，纽约的程度，歌是城市之歌的程度，他的诗也都是城市的诗，就如城市本身一样的诗。

## 反响与成就
被评价为鲍勃·迪伦在当时代最具创作野心的作品 。在《新牛津音乐伴读》中，嘉蒙徳（Gammond）举为其中一个例子，证明鲍勃·迪伦“诗体歌词创作已达到很高水准”。克林顿·黑林则强调，鲍勃·迪伦是在写一部与传统民间歌谣如《谭林》和《小马弗与女士巴纳的历险》一样长的曲子，而且虽说有着如此的时长，却并不是传统地通过线性的方式，单调地平铺直叙从而实现的。
当英国诗人菲利普·拉金在1965年一期《每日电讯报》上撰写对的评论时，他在文章中将这首歌描述为“一场马拉松”，有着“徐徐婉转引人的曲调，隐晦的，或者说，使人似知非知的唱词” 。而安迪·基尔形容为“一部熵之史诗，在11分钟的歌曲中用费里尼风的怪诞行列行进作总的形式，从这荒诞不经中又塑造了一群鲜明的人物，历史中的（阿尔伯特·爱因斯坦、尼禄之类），圣经里的（该隐与亚伯、诺亚之类），来自故事作品里的（灰姑娘、欧菲莉亚、罗密欧之类），还有一些文学上的名字（T.S.艾略特、艾兹拉·庞德之类），又或者是以上哪一种都不属于的，比如说和他那不入流的护士。”
据音乐史家尼古拉斯·斯凯孚那，发行后以其时长成为当时流行的最长时长音乐曲目。滚石乐队11分35秒的在1966年的发行才刷新了这个记录。
《滚石》杂志在其史上前500大歌曲中将列于第187位。
大卫·鲍伊在他的第二张同名专辑中的曲目中有歌词，而巧合的是，这首曲目也有9分39秒之多的时长。
因有鲍勃·迪伦参与1969年怀特岛音乐节 ，在1970年的怀特岛音乐节，就有不少人用的名字来称呼参与节日的近60万无票观众所聚集的一个山脚下。后来，随着将其与节日区分隔的栅栏被推翻，它们连成了一片，这种称谓上的区别也就不再必要了。

## 现场演出
1965年8月28日，鲍勃·迪伦在纽约皇后区森林小丘的一家网球体育场首次现场演唱了，此时，从7月25日新港民谣节中迪伦进行的转向电子乐的尝试所引起的争议余波未消，而亦是他在这次的演出中开场几首原音曲目之一，之后，迪伦又唤上了他的电子乐队。对于此处的演出，评论家罗伯特·谢尔顿写道:“迪伦先生的又一个音乐罗夏，这首歌能够接纳不同的无数解释...要总结它的特色，那最好是一句话‘民谣的荒诞，荒诞的民谣’。”
本曲的展现出的人物错位与卡夫卡式排列的群像集合在此初次亮相中，收获了一众笑声。
的现场版本都收录在了鲍勃·迪伦的专辑（1995年发行，录制于1994年）、（1998年发行，录制于1966年5月）、（2016年发行盒装版，收录跨越多个时期的录音，盒装版额外收录单独发行的演唱会专辑 ），以及（2018年发行，录制于1966年4月）之中。本曲目是鲍勃·迪伦在演出中长久演唱的曲目之一，至晚在2018年4月9日巡演至米兰的一次现场演出中，仍然为时年76岁的迪伦本人所演绎。

## 脚注
注释
1. ↑  在的一版，迪伦将歌词  改为  伊莲娜·图斯肯，那起导致私刑的乌龙强奸案中的假定受害人，事发时她正好19岁 [ (2000年第一版，2016年第二版）. 出版，明尼苏达州圣保罗市 ISBN 0873516842、9780873516846（第一版）、ISBN 1681340143、9781681340142（第二版）]

引用
1. ↑  Erlewine, Stephen Thomas. . AllMusic.   [2019-07-14]. （原始内容存档于2020-11-22）.
2. ↑  Franzon, Henrik. . Acclaimed Music.   [2016-10-26]. （原始内容存档于2016-03-22）.
3. ↑  Heylin 2009，第250頁
4. ↑  Gorodetsky 2005
5. ↑  Bjorner, Olof. . Bjorner's still on the road. 2010-11-17  [2011-02-14]. （原始内容存档于2020-11-22）.
6. 1 2  Polizzotti 2006，第141–142頁
7. ↑  Bjorner, Olof. . Bjorner's still on the road. 2010-11-17  [2011-02-14]. （原始内容存档于2020-11-22）.
8. ↑  .   [2015-11-22]. （原始内容存档于2016-02-07）.
9. ↑  Cott 2006，第72頁: "Oh, that's some place in Mexico, it's across the border. It's noted for its Coke factory."
10. 1 2  Polizzotti 2006，第133頁
11. ↑  . www.lanacion.com.ar. 2020-06-19  [2020-06-20]. （原始内容存档于2020-11-22） （西班牙语）.
12. ↑  Polizzotti 2006，第134–135頁
13. ↑   2001-1-1，芝加哥太阳报 "提及这种因果链的还有  于2001年6月17日的文章，刊登于独立报(伦敦):
14. ↑  Polizzotti 2006，第139–141頁
15. ↑  Shelton 1986，第283頁
16. ↑  Gunderson, Edna. . 今日美国. 2001-10-09  [2011-03-02]. （原始内容存档于2009-04-04）. a minstrel song through and through. I saw some ragtag minstrel show in blackface at the carnivals when I was growing up, and it had an effect on me, just as much as seeing the lady with four legs.
17. ↑   1969-11-29《滚石》, 辑自Cott 2006，第148頁引用部分:"I think he did at a certain period. That period of... 'Desolation Row,' that kind of New York type period, when all the songs were just city songs. His poetry is city poetry. Sounds like the city."
18. ↑  Heylin 2000，第219頁
19. ↑  Heylin 2009，第248頁
20. ↑  Larkin 1985，第151頁
21. ↑  Gill 1999，第89頁
22. ↑  Schaffner, Nicholas  《The British Invasion: From the First Wave to the New Wave》(1982) McGraw-Hill Education出版，第69页 ISBN 0070550891.
23. ↑  . Rolling Stone.   [2020-11-17]. （原始内容存档于2020-08-07）.
24. ↑   (纪录片, DVD). 1995.
25. ↑  Shelton, Robert. 《Folk Singer Offers Works in "New Mood" at Forest Hills》. 纽约时报2018-7-21复引
26. ↑  Heylin 2000，第219-226頁
27. ↑  .   [2020-11-22]. （原始内容存档于2020-11-22）.

参见
- Cott, Jonathan (ed.), , Hodder & Stoughton, 2006, ISBN 0-340-92312-1
- Gill, Andy. . Carlton. 1999. ISBN 1-85868-599-0.
- Gorodetsky, Eddie.  (专辑附册). Bob Dylan. New York: Columbia Records. 2005.
- Heylin, Clinton, , Perennial Currents, 2000, ISBN 0-06-052569-X
- Heylin, Clinton, , Constable, 2009, ISBN 978-1-55652-843-9
- Larkin, Philip. . Faber and Faber》. 1985. ISBN 0-571-13476-9.
- Polizzotti, Mark. . Continuum. 2006. ISBN 0-8264-1775-2.
- Shelton, Robert. . Ballantine. 1986. ISBN 0-345-34721-8.

## 外部連結
- 《Desolation Row》, 完整歌词（页面存档备份，存于）
- 《滚石》杂志关于 《Desolation Row》 位列史上第187大歌曲的文章（英语）（页面存档备份，存于）